# Sphaerolaelaps
Sphaerolaelaps  (лат.) — род почвенных клещей (Eviphidoidea) семейства Pachylaelapidae из отряда Mesostigmata.

## Описание
Мелкие почвенные клещи. Вид Sphaerolaelaps holothyroides мирмекофильный, найден в муравейниках Lasius flavus. От других видов и родов из семейства Pachylaelapidae таксон Sphaerolaelaps отличается дорсальным щитом с некоторыми модифицированными сетами, вытянутыми, утолщёнными с булавовидной вершиной. Лапка 2-й пары ног без модифицированных шпоровидных щетинок. Амбулакрум I—IV пар лапок с коготками, вертлуг I с шестью сетами, голень I с двумя антеролатеральными, пятью или шестью дорсальными и 2-4 вентральными сетами. Стернальный щит самок слит с эндоподальным и метастернальным щитками; несёт 4 пары щетинок и 3 пары лирифиссур (несекреторных пор). Коксы свободные, тритостернум развит и гнатосома не редуцирована.

## Систематика
Род Sphaerolaelaps включают в номинативное подсемейство Pachylaelapinae Berlese, 1913. Род был выделен в 1903 году итальянским энтомологом Антонио Берлезе (Antonio Berlese; 1863—1927) и включён в обзор группы словацким акарологом Петером Машаном (P. Mašán, Institute of Zoology, Slovak Academy of Sciences, Братислава, Словакия) и его австралийским коллегой Брюсом Халлидеем (Bruce Halliday) на основании типового вида Sphaerolaelaps holothyroides (Leonardi, 1896), ранее включаемого в состав рода Laelaps.
- Sphaerolaelaps holothyroides (Leonardi, 1896)typus — Европа, мирмекофилы[6][7]
  - = Laelaps holothyroides Leonardi, 1896
- Sphaerolaelaps calcariger (Berlese, 1902) — Южная Африка (ЮАР, Western Cape Province)
  - = Laelaps calcariger Berlese, 1902, в 2007 году был выделен в отельный род под новым названием Pachysphaerolaelaps calcariger (Berlese, 1902)